# セグラ川
セグラ川 （スペイン語:Río Segura、ラテン語:Thader、アラビア語: وادي الأبيض Wadi al-Abyad）は、スペイン南東部を流れる河川。名称は「白い川」を意味する。

## 地理

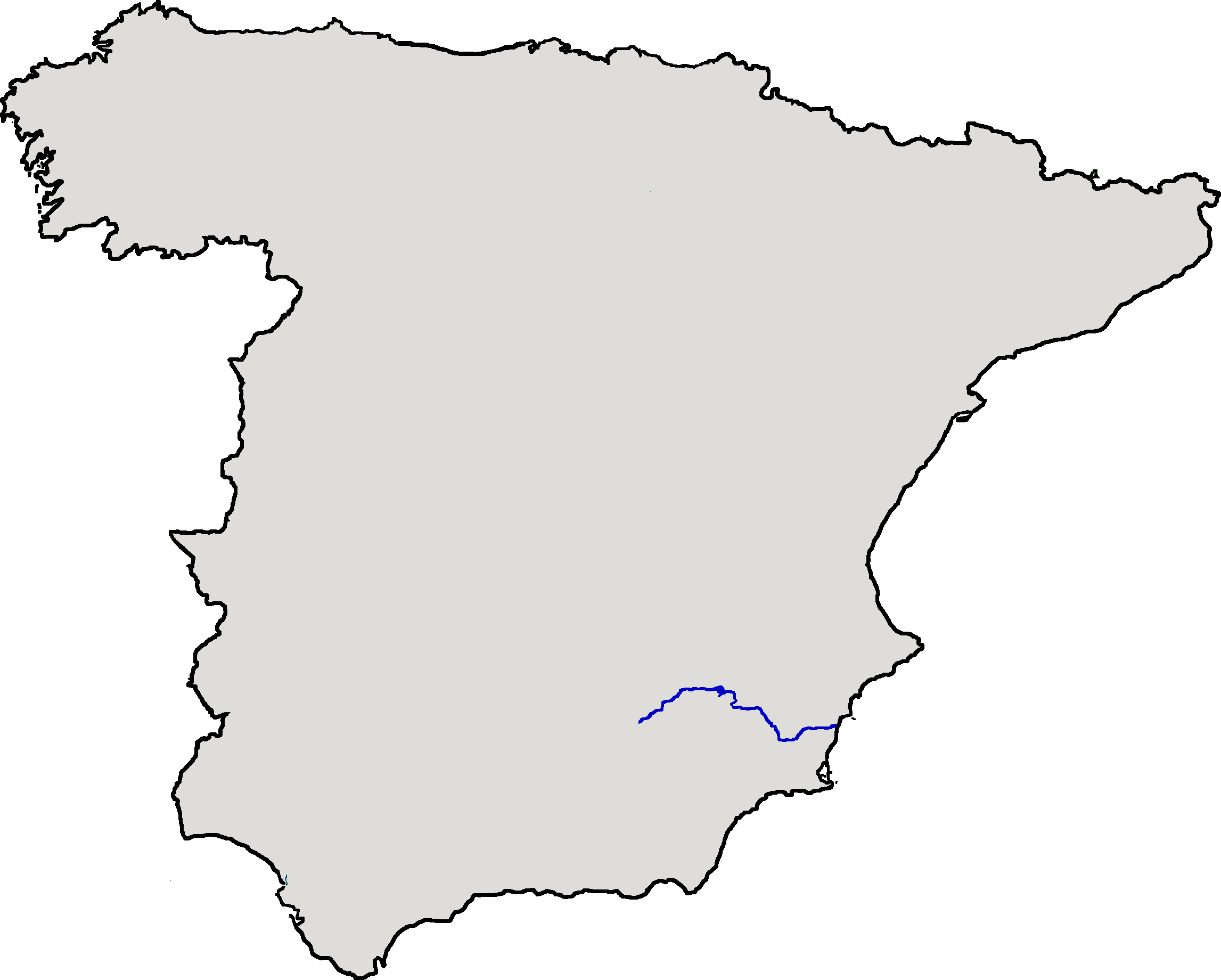
セグラ川の流路

アンダルシア州ハエン県に源を発し、カスティーリャ＝ラ・マンチャ州アルバセテ県、ムルシア州、バレンシア州アリカンテ県を流れる。アリカンテ県グアルダマール・デル・セグラで地中海に注いでいる。
セグラ川の上流域には水力発電用ダムがあり、一定の水量を保っているが、下流域では半ば干上がることすらある。雨季である秋には、集中豪雨後に洪水を起こすことがあり、20世紀では1946年、1948年、1973年、1982年、1987年、1989年に洪水が発生した。1990年以降には人工排水路が掘削され、治水目的のみを有する排水池がつくられた。さらに河川の蛇行が改善され、あふれ出た水の排出が改善されたことで、水量が低位置に抑えられている。

## 特色
沖積平野のセグラ平野は肥沃な農業地帯であり、果物・野菜・生花が生産されている。
セグラ川下流域は、ヨーロッパ有数の汚染河川である。しかし近年の全面的な水質管理、排水浄化施設の設置で状況は劇的に改善されている。